# Ардехе
Ардехе (перс.  آردهه‎) — село на севере Ирана, в остане Альборз. Входит в состав шахрестана Саводжболаг. Является частью дехестана (сельского округа) Чендар бахша Чендар.

## География
Село находится в центральной части Альборза, в предгорьях южного Эльбурса, на расстоянии приблизительно 19 километров к северо-западу от Кереджа, административного центра провинции. Абсолютная высота — 1584 метра над уровнем моря.

## Население
По данным переписи 2006 года население села составляло 694 человека (344 мужчины и 350 женщин). В Ардехе насчитывалось 207 семей. Уровень грамотности населения составлял 69,88 %. Уровень грамотности среди мужчин составлял 76,74 %, среди женщин — 63,14 %.